# Плавт
Тит Ма́кций Плавт (лат. Titus Maccius Plautus, чаще просто — Плавт; родился около 254 года до н. э., Сарсина, Умбрия — умер в 184 году до н. э., Рим, Римская республика) — выдающийся древнеримский комедиограф, мастер «паллиаты». Написал около 130 комедий, из которых сохранилось 20.
Родовое имя Макций более ни у кого не встречается; это псевдоним, имя одной из масок народной комедии (аттеланы) — дурака и обжоры. Прозвище Плавт, буквально «плоскостопый», указывает на плясуна-мима, выступающего в обуви с плоской подошвой.
Прибыв в Рим, Плавт поступил служителем в актёрскую труппу, затем занимался торговлей, но неудачно, после чего работал по найму; в свободное время писал комедии. У Плавта не было патронов-аристократов — он зависел от массового зрителя. Плавту пришлось много путешествовать и встречаться с людьми, принадлежащими к разнообразным прослойкам населения Италии.
Большую роль в пьесах Плавта играют рабы, благодаря которым действие часто разворачивается и подводится к развязке. В комедиях почти всегда фигурируют прихлебатель (парасит) и сводник. В основе комедий часто лежит любовная интрига, но все они оканчиваются благополучно для главного героя. При этом женские роли на сцене исполнялись мужчинами.
Язык его произведений был сродни народному; шутки зачастую непристойные, а действие полно обескураживающих выходок. Использовал музыкальное сопровождение.
Единственный полный (кроме фрагментов) перевод комедий Плавта на русский язык выполнен А. В. Артюшковым (1933—1937).

## Сохранившиеся произведения
Сохранилось 19 комедий и 1 трагикомедия (в них 21 225 строк).
1. «Амфитрион» (Amphitruo). Трагикомедия. 1146 строк.
2. «Ослы» (Asinaria). 947 строк.
3. «Клад» («Золотой горшок», Aulularia). 833 строки (конец утрачен).
4. «Вакхиды» («Сестры Вакхиды», Bacchides). 1211 строк.
5. «Пленники» (Captivi). 1037 строк.
6. «Касина» (Casina). 1020 строк.
7. «Шкатулка» («Комедия о сундуке», Cistellaria). 787 строк (есть лакуны в тексте).
8. «Куркулион» («Хлебный червяк», Curculio). 729 строк.
9. «Эпидик» (Epidicus). 733 строки.
10. «Два Менехма» («Близнецы», Menaechmi). 1162 строки.
11. «Купец» (Mercator). 1025 строк.
12. «Хвастливый воин» («Хвастун», Miles gloriosus). 1439 строк.
13. «Привидение» («Домовой», Mostellaria). 1181 строка.
14. «Перс» («Персы», Persa). 858 строк.
15. «Пуниец» (Poenulus). 1422 строки.
16. «Псевдол» («Мошенник», Pseudolus). 1338 строк. Поставлена в 191 году до н.э.
17. «Канат» (Rudens). 1423 строки.
18. «Стих» (Stichus). 776 строк. Поставлена в 200 году.
19. «Три монеты» («Трёхгрошовая пьеса», Trinummus). 1190 строк.
20. «Грубиян» («Угрюмец», Truculentus). 968 строк.

## Тексты и переводы
- Латинские тексты
- В серии «Loeb classical library» комедии изданы в 5 томах (№ 60, 61, 163, 260, 328).
- В серии «Collection Budé» комедии Плавта опубликованы в 7 томах.

Русские переводы:
- Путаница. [Менехмы]. / Пер. И. И. Холодняка. СПб, 1884. 75 стр.
- Кубышка. [Aulularia]. / Пер. М. Петровского. СПб, 1888. 77 стр.
- Горшок. [Aulularia]. / Пер. А. Фета. М., 1891. 75 стр.
- Трёхгрошовый день. / Пер. в прозе С. Эйгес. СПб, 1893. 128 стр.
- Хвастливый солдат. / Пер. В. Алексеева. СПб, 1895. 87 стр.
- Пленники. СПб, 1912. 45 стр.
- Куркулион. / Пер. Ф. А. Петровского и С. В. Шервинского. М., 1924. 80 стр.
- Тит Макций Плавт. Избранные комедии. В 3 т. / Пер. А. В. Артюшкова. М.-Л., 1933—1937. Т. I. 1933. Т. II. 1935. Т. III. 1937. (20 комедий и фрагмент 21-й)
  - переизд.: Комедии. В 2 т. / Пер. А. Артюшкова и др., комм. И. Ульяновой. М., Искусство. 1987. В 2 т. (20 комедий и фрагмент 21-й) Т.1 — 672 с., т.2 — 800 с.
  - переизд.: Комедии. В 3 т. / Пер. А. Артюшкова. (Серия «Памятники античной литературы»). М., Терра. 1997. Т. 1. 512 стр. Т. 2. 528 стр. Т. 3. 464 стр. (20 комедий и фрагмент 21-й)
- Избранные комедии. / Вступ. ст. и комм. С. Ошерова. (Серия «Библиотека античной литературы»). М., Худож. лит. 1967. (8 комедий, некоторые в новых переводах).